# Tam Thái (Quảng Nam)
Tam Thái is een xã in het district Phú Ninh, een van de districten in de Vietnamese provincie Quảng Nam. Tam Thái heeft ruim 8000 inwoners op een oppervlakte van 14,91 km².

## Geografie en topografie
Tam Thái ligt in het oosten van het district en grenst aan de stad Tam Kỳ.